# Caio Pláucio Deciano
Caio Pláucio Deciano (em latim: Gaius Plautius Decianus) foi um político da gente Pláucia da República Romana, eleito cônsul em 329 a.C. com Lúcio Emílio Mamercino Privernato. Segundo os Fastos Capitolinos, Caio Pláucio teria sido cônsul também no ano seguinte, mas Lívio menciona Públio Pláucio Próculo em seu lugar.

## Consulado (329 a.C.)
Foi eleito cônsul em 329 a.C. com Lúcio Emílio Mamercino Privernato. Os dois iniciaram os preparativos para enfrentar os gauleses, que, segundo relatos, estavam marchando para o sul, iniciando o alistamento. Quando a notícia se revelou falsa, Lúcio Emílio juntou seu exército ao de Deciano e os dois iniciaram um cerco à cidade de Priverno. A queda da cidade foi considerada um evento de tal importância que os dois cônsules realizaram um triunfo e Lúcio Emílio recebeu o agnome "Privernato", que passou para seus descendentes.
Durante os debates no Senado Romano sobre qual seria o castigo dos privernatos, Deciano tentou aliviar o destino da população.

## Censor (312 a.C.)
Segundo Diodoro Sículo, foi eleito censor em 312 a.C. juntamente com Ápio Cláudio Cego. Ao final dos 18 meses de magistratura, deixou o cargo, como mandava a Lex Aemilia. Ápio Cláudio se recusou a obedecer a lei e permaneceu como censor solitário.